# Беверли-Хиллз, 90210 (сезон 3)
Третий сезон американского телесериала «Беверли-Хиллз, 90210» выходил в эфир канала «Fox» с 15 июля 1992 по 19 мая 1993 года — снято 30 эпизодов. Сериал вышел на DVD 11 декабря 2007 года.В России вышел на канале СТС в 1997 году в дубляже фирмы "СВ КАДР".
На DVD последние два эпизода были объединены в один полуторачосвой, поэтому начиная с третьего сезона образуется новая нумерация сезонов — 29 вместо 30 как при трансляции сериала на телевидении.

## Сюжет
Наступает последний школьный год. Но перед этим надо хорошенько отдохнуть. Чтобы немного разрядить сложившуюся ситуацию, Джим и Синди решают отправить Бренду вместе с Донной на каникулы в Париж. Там Бренда, притворившись француженкой, встречает красавца Рика. А у Келли с Диланом начинается летний роман.
У Брендона на любовном фронте тоже всё отлично: вокруг него постоянно увиваются девушки — сейчас он встречается со спортсменкой Брук Александр. Вот только Брендону не нравится тот факт, что Андреа стала уделять больше внимания своей личной жизни: летом девушка познакомилась со студентом Джеем Тёрманом, а на выпускной пойдёт в компании Джордана Боннера…
Некоторое время спустя после возвращения Бренды из Франции девушка встречает в Калифорнии Рика, а Дилан и Келли рассказывают ей о своём романе. Эти события становятся началом конца некогда крепкой дружбы девушек. Вскоре отца Дилана — Джека МакКея выпускают из тюрьмы, и Айрис прилетает в Лос-Анджелес, чтобы не позволить бывшему мужу заполучить деньги Дилана…
Стив, как всегда, влипает в историю: желая исправить оценки, он взламывает школьный архив. Юношу ловят и теперь ему грозит исключение. У Брендона тоже неприятностей достаточно: увлёкшись азартными играми, юноша задолжал букмекеру Дьюку Уэдериллу большую сумму…

## В ролях

### Основной состав
- Джейсон Пристли — Брендон Уолш
- Шеннен Доэрти — Бренда Уолш
- Дженни Гарт — Келли Тейлор
- Иан Зиринг — Стив Сандерс
- Габриель Картерис — Андреа Цукерман
- Люк Перри — Дилан МаКей
- Брайан Остин Грин — Дэвид Сильвер
- Тори Спеллинг — Донна Мартин
- Кэрол Поттер — Синди Уолш
- Джеймс Экхаус — Джим Уолш

### Приглашённые звёзды
- Джо И. Тата — Нэт Буссиччио
- Джеймс Пикенс-Младший — Генри Томас
- Энн Гиллеспи — Джеки Тейлор
- Дин Кейн — Рик
- Николь Том — Сью Скэнлон
- Стефани Бичем — Айрис МакКей
- Питер Краузе — Джей Труман
- Дэвид Аркетт — Деннис «Дизель» Стоун
- Дана Бэррон — Никки Уитт
- Бёрт Рейнольдс — Играет себя
- Элис Криге — Энн Беррисфорд
- Роберт Костанцо — Ангел Кларенс (озвучивание)
- Сет Грин — Уэйн
- Дженнифер Грант — Селест Ланди
- Александра Уилсон — Брук Александр
- Майкл Даррелл — Джон Мартин
- Кетрин Кэннон — Фелиция Мартин
- Дэвид Лэшер — Кайл Коннерс
- Мэттью Лоуренс — Мэл Сильвер
- Кристин Бэлфорд — Саманта Сандерс
- Джош Тейлор — Джек МакКей
- Кетрин Кэннон — Фелиция Мартин
- Майкл Кадлитц — Тони Миллер
- Скотт Джаек — Мистер Чапмен
- Дженни О’Хара — Пэм Скэнлон
- Дениз Доус — Миссис Ивон Тизли
- Марк Келли — Гил Майерс
- Томас Уилсон Браун — Джо Уордлоу
- Вэлари Уайлдман — Кристин Петтит
- Кэти Деннис — Играет себя

## Описание эпизодов
| № | №    | Название / Оригинальное название             | Режиссёр              | Сценарист             | Премьера в США   | Зрители |
| --- | ---- | -------------------------------------------- | --------------------- | --------------------- | ---------------- | ------- |
| 51 | 1    | «Misery Loves Company»                       | Джеффри Мэльман       | Джессика Клейн        | 15 июля 1992     | 10.4    |
| Когда родители узнают, что Бренда тайком встречается с Диланом, происходит очередная ссора. |      |                                              |                       |                       |                  |         |
| 52 | 2    | «The Twins, The Trustee & The Very Big Trip» | Дэвид Карсон          | Чарльз Розин          | 22 июля 1992     | 10.4    |
| Чтобы как-то уладить отношения в семье, Джим и Синди предлагают Бренде поехать вместе с Донной в Париж вместо Келли, решившей остаться и помочь матери ухаживать за новорождённой сестрой Эйрин. |      |                                              |                       |                       |                  |         |
| 53 | 3    | «Too Little, Too Late / Paris 75001»         | Дэниэл Аттиас         | Карен Розин           | 29 июля 1992     | 8.8     |
| В группе Андреа появляется глухой мальчик по имени Камерон. Донна и Бренда приезжают в Париж и заводят новых знакомых. Брендон ревнует Андреа к её новому парню, Джею. Келли сближается с Диланом. |      |                                              |                       |                       |                  |         |
| 54 | 4    | «Sex, Lies & Volleyball / Photo Fini»        | Джеффри Мэльман       | Кэннэт Биллер         | 5 августа 1992   | 9.0     |
| Стив заинтересовался красавицей Брук, но девушка очарована Брендоном. Дэвид знакомится с Ники, которой очень понравилась его музыка. Донна собирается бросить школу и стать моделью. |      |                                              |                       |                       |                  |         |
| 55 | 5    | «Shooting Star / American In Paris»          | Дэниэл Аттиас         | Джессика Клейн        | 12 августа 1992  | 10.9    |
| В последний день пребывания в Париже, Бренда знакомится с юношей по имени Рик и притворяется француженкой. Келли переживает из-за её чувств к Дилану. Стив предлагает Дэвиду стать его менеджером. |      |                                              |                       |                       |                  |         |
| 56 | 6    | «Castles In The Sand»                        | Пол Лазарус           | Энн Донахью           | 19 августа 1992  | 11.2    |
| Брендон с друзьями готовятся к возвращению Бренды и Донны, а Келли и Дилан решают скрывать свой летний роман. |      |                                              |                       |                       |                  |         |
| 57 | 7    | «A Song Of Myself»                           | Джеффри Мэльман       | Кэннэт Биллер         | 9 сентября 1992  | 11.4    |
| Начинается новый учебный год, и ребят назначают наставниками для младших товарищей — Донна оказывается наставником Ники, а Бренда — Сью Скэнлон, сестры Скотта. |      |                                              |                       |                       |                  |         |
| 58 | 8    | «The Back Story»                             | Брэдли М. Гросс       | Карен Розин           | 16 сентября 1992 | 10.1    |
| Бренда даёт интервью пронырливой журналистке, которая выворачивает слова школьницы наизнанку и настраивает друзей против ней. Одноклассник Стива, Би Джей Харрисон, предлагает ему универсальный ключ от школы, открывающий все двери. |      |                                              |                       |                       |                  |         |
| 59 | 9    | «Highwire»                                   | Бэтани Руни           | Стар Фрохман          | 23 сентября 1992 | 10.9    |
| Ребята выбирают, в какой университет каждому из них поступить. |      |                                              |                       |                       |                  |         |
| 60 | 10   | «Home & Away»                                | Джек Бэндэр           | Чип Йоханссон         | 7 октября 1992   | 10.5    |
| После того, как в соседней школе Шо в результате перестрелки погибает несколько ребят, Брендон устраивает в «Западном Беверли» шумиху и организовывает танцы, куда приглашает ребят из Шо. |      |                                              |                       |                       |                  |         |
| 61 | 11   | «A Presumption Of Innocence»                 | Бэтани Руни           | Карен Розин           | 21 октября 1992  | 10.8    |
| Дилан заболевает, и у Бренды возникают сомнения. Сью обвиняет Гила в домогательствах. Ребята узнают, что ученица Гила погибла при довольно туманных обстоятельствах, а самого Гила увольняют. На дискотеке Ники пытается научить Брендона танцевать. |      |                                              |                       |                       |                  |         |
| 62 | 12   | «Destiny Rides Again»                        | Кристофер Гиблер      | Джессика Клейн        | 4 ноября 1992    | 12.9    |
| Бренда встречает Рика и продолжает претворяться француженкой. Андреа сбивает машина. Стив просит Герберта помочь ему взломать школьную компьютерную систему, чтобы исправить оценки. Дэвид вновь говорит с Донной о сексе. Бренда одновременно встречается с Диланом и Риком. |      |                                              |                       |                       |                  |         |
| 63 | 13   | «Rebel With A Cause»                         | Дэниэл Аттиас         | Стар Фрохман          | 11 ноября 1992   | 12.6    |
| В школе переполох — все пытаются узнать, кто взломал сеть. Бренда встречается с Риком, а Дилан — с Келли. Андрэа пытается помочь полиции найти того, кто взломал школьную сеть. Стив боится, что его раскроют. Сторож Хадж начинает шантажировать Стива. Бренда порывает с Риком, а Дилан сбегает из Беверли Хиллз… |      |                                              |                       |                       |                  |         |
| 64 | 14   | «Wild Horses»                                | Бобби Рот             | Кэннэт Биллер         | 18 ноября 1992   | 11.0    |
| Ники встречает своего бывшего парня по кличке Дизель. Стива выгоняют из школы, после того, как он рассказывает миссис Тизли, что это он взломал сеть. Брендон узнаёт, что Дизель избивает Ники. Дилан живёт на ранчо богатой Энн. Юноша проводит с ней ночь… |      |                                              |                       |                       |                  |         |
| 65 | 15   | «The Kindness Of Strangers»                  | Ричард Лэнг           | Джессика Клейн        | 25 ноября 1992   | 9.9     |
| Дилан забирает отца на Рождество домой. Брендон приводит домой бродягу Джека Кэннера, которого он встречал летом в «Пляжном Клубе Беверли-Хиллз». Саманта берёт Стива на съемки своего сериала. Продюсеры предлагают ему исполнить небольшую роль сына героини Саманты. Перед объективом камеры, он рассказывает ей о неприятностях в школе. |      |                                              |                       |                       |                  |         |
| 66 | 16   | «It’s A Totally Happening Life»              | Ричард Лэнг           | Чарльз Розин          | 16 декабря 1992  | 10.4    |
| Ангел Мириам сообщает своему старшему товарищу Кларенсу, что автобус, в котором едет наша компания, должен столкнуться с грузовиком, но для того чтобы предотвратить катастрофу необходимо вмешательство куда более могущественных сил… |      |                                              |                       |                       |                  |         |
| 67 | 17   | «The Game Is Chicken»                        | Джек Бэндэр           | Даррен Стар           | 6 января 1993    | 11.0    |
| Андреа мучают кошмары из-за аварии. Донна решает помочь Дэвиду и на время становится школьным Dj-ем. Стив и Брендон ввязываются в уличные гонки, после знакомства с Джо. Синди устраивает свидание для Келли и Бренды с сыновьями своих подруг. Ожидания как всегда превосходят реальность. Стиву приходится соревноваться с дилером Френком Падилья, и машины на большой скорости мчатся друг на друга.                                                                       |      |                                              |                       |                       |                  |         |
| 68 | 18   | «Midlife… Now What?»                         | Роберт Бэкер          | Лана Фрэйстат Мэльман | 13 января 1993   | 11.1    |
| Девочки вместе с Синди и Джеки уезжают на курорт. Синди ревнует Джима к его молодой секретарше Дотти. Джеки встречает своего бывшего поставщика наркотиков Бабетт. Дилан постоянно представляет себя с Брендой и Келли. Джиму кажется, что Дотти заигрывает с ним. Бренда узнаёт, что Мел изменял Джеки. |      |                                              |                       |                       |                  |         |
| 69 | 19   | «Back In The High Life Again»                | Билл Д'Элиа           | Джессика Клейн        | 27 января 1993   | 12.0    |
| Дилан обижается на ребят из-за того, что никто не пришёл на званный ужин его отца. Джеки хочет развестись с Мелом. Дилан признаётся Келли в любви. Они решают, что нужно сказать об этом Бренде. Настаёт переломный момент в отношениях троих молодых людей, и они уже никогда не будут такими близкими друзьями, как раньше. |      |                                              |                       |                       |                  |         |
| 70 | 20   | «Parental Guidance Recommended»              | Гвэн Арнер            | Даррен Стар           | 3 февраля 1993   | 10.8    |
| Мать Дилана приезжает в городе, желая помешать Джеку МакКею завладеть трастовым фондом Дилана. Брендон продолжает делать ставки, которые становятся всё больше. Дэвиду предлагает контракт крупная студия, но при условии, что он откажется от услуг Стива, который выступает, как его менеджер. Айрис оказывает под большим давлением со стороны сына и бывшего мужа, но находит время, чтоб навестить и приободрить Бренду, не оправившуюся от предательства Келли и Дилана. |      |                                              |                       |                       |                  |         |
| 71 | 21   | «Dead End»                                   | Джеффри Мэльман       | Стар Фрохман          | 10 февраля 1993  | 12.0    |
| Дилан живёт вместе со своим отцом на его яхте, однако у Джека МакКея есть опасные враги. Нелегко и Брендону - его ставки не приносят доходов, и теперь он должен деньги букмекеру Дюку. Андреа и Джордан идут на свидание, а Бренда и Донна посещают класс самообороны. |      |                                              |                       |                       |                  |         |
| 72 | 22   | «The Child Is Father To The Man»             | Джеймс Уитмор-Младший | Чарльз Розин          | 17 февраля 1993  | 12.4    |
| Дилан не может справиться со смертью отца, взорвавшегося в машине - его преследует его тёмная сторона, заставляющая его вновь начать пить. |      |                                              |                       |                       |                  |         |
| 73 | 23   | «Duke’s Bad Boy»                             | Роберт Бэкер          | Джессика Клейн        | 3 марта 1993     | 11.1    |
| Долги Брендона всё возрастают, и теперь Дюк угрожает ему. Келли кажется, что Дилан отдаляется от неё, и по мнению девушки, причина в её внешности. Андреа считает, что из Дилана получится отличный писатель и предлагает ему написать о своём отце. Между тем, лейбл, с которым Дэвид заключил контракт, подставляет его. |      |                                              |                       |                       |                  |         |
| 74 | 24   | «Perfectly Perfect»                          | Бэтани Руни           | Джиллиан Хорват       | 24 марта 1993    | 12.9    |
| Ребята готовят вечеринку по случаю 18-летия Келли, одержимость которой собственным весом стала такой сильной, что девушка начинает злоупотреблять таблетками для похудения, сильно истощив свой организм. Между тем, по просьбе Стива, Брендон принимает вместе с другом участие в игровом шоу, и друзьям приходится бороться за сердце обворожительной Селест Ланди. |      |                                              |                       |                       |                  |         |
| 75 | 25   | «Senior Poll»                                | Кристофер Гиблер      | Даррен Стар           | 7 апреля 1993    | 10.1    |
| В школе проходит неделя награждений. Келли считает, что окружающие судят её лишь по её внешности. Бренда решает поступить в университет Миннесоты, а Дилан показывает черновики своего романа Андреа, тем самым расстроив Келли. Брендон и Стив идут на баскетбольный матч, где Стив выигрывает 10 тысяч долларов, за попадание в корзину из центра поля. |      |                                              |                       |                       |                  |         |
| 76 | 26   | «She Came In Through The Bathroom Window»    | Джейсон Пристли       | Кен Стрингер          | 21 апреля 1993   | 10.1    |
| Вместе с туристической группой в кафе появляется гид Джинджер О'Хара, наивная девушка, которую подставило агентство, и теперь возмущённые клиенты требуют с неё деньги, которые они заплатили. Ребята решают помочь девушке, но вскоре понимают, что она не так проста, как кажется. Между тем, Дэвид с девочками и остальным классом отправляется в парк развлечений, где Келли грабит неизвестный.                                                                           |      |                                              |                       |                       |                  |         |
| 77 | 27   | «A Night To Remember»                        | Ричард Лэнг           | Джессика Клейн        | 28 апреля 1993   | 12.3    |
| Школьный совет издаёт указ, согласно которому каждый, кто будет замечен пьяным на выпускном немедленно попадёт в список отчисляемых из школы. Все кроме близнецов Уолшей находят себе пару, а потому решают не идти на выпускной. Однако, в последний момент меняют свои планы. Перед выпускным ребята заезжают к отцу Дэвида, где выпивают бокал шампанского. Однако Донна, не евшая ничего весь день, быстро пьянеет и попадается на глаза миссис Тизли.                     |      |                                              |                       |                       |                  |         |
| 78 | 28   | «Something In The Air»                       | Джеймс Уитмор-Младший | Джессика Клейн        | 12 мая 1993      | 12.0    |
| Донне грозит исключение. Тогда Гил подговаривает Брендона начать акцию в защиту Донны, заручившись поддержкой младших классов. В итоге перед зданием школьного совета собирается вся школа Западного Беверли, а наверху, тем временем, решается судьба Донны. |      |                                              |                       |                       |                  |         |
| 7980 | 2930 | «Commencement, Part 1 & 2»                   | Дэниэл Аттиас         | Чарльз Розин          | 19 мая 1993      | 14.1    |
| Андреа готовит речь для церемонии вручения дипломов, а Бренда рассказывает друзьям о своих планах насчёт университета Миннесоты. Миссис Тизли узнаёт о денежном взносе, который сделал Стив в пользу младшей школы Альварадо-Стрит. Ребята вспоминают прошлые годы, готовя сюрприз для всех выпускников, который навсегда запомнят все жители Беверли-Хиллз. |      |                                              |                       |                       |                  |         |

## Рейтинг
| # | День недели | Премьера          | Финал            | Сезон     | Позиция | Количество зрителей (в млн.) |
| - | ----------- | ----------------- | ---------------- | --------- | ------- | ---------------------------- |
| 3 | Среда       | 15 июля 1992 года | 19 мая 1993 года | 1992-1993 | 44      | 18.3                         |

## Саундтрек

Обложка альбома.

В период трансляции третьего сезона лейбл «Giant Records» совместно с «Wea» выпустили первый альбом саундтрек, состоящий из 12 композиций, включая главную тему сериала из начальных и финальных титров. Альбом выпускался на аудиокассетах, лазерных дисках и CD в разных странах мира.
Кроме того, было выпущено несколько различных изданий синглов песен «The Right Kind Of Love» в исполнении Джереми Джордана; «Love Is» в дуэте Ванессы Уильямс и Брайана МакНайта; «Saving Forever For You» Shanice; а также «Why» из репертуара Кэти Дэннис. Для продвижения альбома музыкальные клипы на эти песни появились в финальных титрах большинства эпизодов третьего сезона. Примечательно, что Брайан Остин Грин появился в клипе Shanice, Тори Спеллинг — Джереми Джордана, а Джейсон Пристли — в видео Кэти Дэннис. Однако при выпуске сериала на DVD из-за проблем с авторскими правами титры были заменены на обычные кадры из серии в сопровождении музыкальной темы Джона И. Дэвиса. Оригинальную версию титров можно увидеть только в телеверсии сериала. Из самого сериала в сценах, где звучат эти песни, они также были убраны и заменены другими композициями.
В оформлении альбома были использованы фото актёрского состава, сделанные во время съёмок эпизода «U4EA» второго сезона.

## Выход на видео
«Paramount Home Entertainment» выпустила весь второй сезон 11 декабря 2007 года. В качестве дополнительных материалов на дисках были представлены короткометражные фильмы: «The World According To Nat» с актёром Джо И. Тата, обзор сезона «Everything You Need to Know about Season 3» и самые яркие момент сезона «7 Minutes In Heaven»; также на диске представлены комментария Карен Розин к финалу сезона, эпизоду «Commencement». Как и в случае с релизом первого сезоны, в связи с проблемами с авторскими правами, большая часть изначальной музыки была заменена на новые композиции; кроме того, монтаж некоторых эпизодов был также изменён.
Выход коллекционного издания, содержащего эпизодов всех сезонов, назначен на 5 ноября 2013 года. Известно, что издание будет содержать эксклюзивный диск с новыми дополнительными материалами.